# Northallerton
Northallerton este un oraș în Regatul Unit, reședința comitatului North Yorkshire, în regiunea Yorkshire and the Humber, Anglia. Orașul se află în districtul Hambleton a cărui reședință este de asemenea.

## Personalități născute aici
- Phillip Mann (1942 - 2022), scriitor.